# Sonja Barjaktarović
Sonja Barjaktarović född 11 september 1986 i Berane, är en tidigare montenegrinsk handbollsmålvakt.

## Klubbkarriär
Barjaktarović började spela handboll vid 12 års ålder på en Beranskola. Vid 14 års ålder gick målvakten  till ŽRK Budućnost, där hon några år senare 2004 ingick i truppen i A-laget.  Med Budućnost vann hon  cupvinnarcupen i handboll 2006 och 2010, EHF Champions League 2012 samt flera montenegrinska mästerskapstitlar. Sommaren 2012 flyttade hon till ryska GK Rostov-Don.  Med Rostov vann hon det ryska mästerskapet och den ryska cupen 2015. Hon lämnade sedan klubben. I oktober 2015 skrev hon på ett kontrakt med den turkiska klubben Osmangazi Belediyespor.  I december samma år flyttade hon till turkiska klubben Kastamonu.  Inför säsongen 2017/18 flyttade Barjaktarović till den ungerska klubben Alba Fehérvár KC, som hon lämnade i oktober 2017.

## Landslagskarriär
Barjaktarović spelade för Montenegros damlandslag i handboll. Hon representerade Montenegro vid världsmästerskapet i handboll för damer 2011. Hon tog OS-silver i damernas turnering i samband med de olympiska handbollstävlingarna 2012 i London. Samma år vann hon europamästerskapet i handboll för damer 2012 med Montenegro. Hon spelade också EM 2014. Hon deltog även vid olympiska sommarspelen 2016 i Rio de Janeiro.